# Crozes-Hermitage
Crozes-Hermitage là một xã thuộc tỉnh Drôme trong vùng Auvergne-Rhône-Alpes đông nam nước Pháp. Xã Crozes-Hermitage nằm ở khu vực có độ cao trung bình 130 mét trên mực nước biển.